# Soubey
Soubey é uma comuna da Suíça, situada no distrito de Franches-Montagnes, no cantão de Jura. Tem 13,51 km² de área e sua população em 2018 foi estimada em 126 habitantes.
Limita ao norte com as comunas de Burnevillers (FR-25) e Clos du Doubs, a leste com Montfaucon, ao sul com Les Enfers, a sudoeste com Saignelégier e a oeste com Indevillers (FR-25). 